# Bubnovka
Bubnovka (en rus: Бубновка) és un poble de l'óblast de Saràtov, a Rússia, segons el cens del 2010 tenia 55 habitants. Pertany al districte municipal d'Atkarsk.